# From Here to Eternity (Iron Maiden-dal)
A From Here to Eternity az Iron Maiden brit heavy metal együttes 1992-es Fear of the Dark című albumának második kislemezen kiadott dala. A kislemez a brit slágerlistán csak a 21. helyet szerezte meg.

## Története
A Fear of the Dark albumról kislemezre kimásolt második dal a From Here to Eternity volt. A kislemez az album észak-amerikai lemezbemutató turnéjának félidejében, június 29-én jelent meg. A dal főszereplője Charlotte, a szajha, aki korábban több Iron Maiden dalban is feltűnt (Charlotte the Harlot, 22 Acacia Avenue). Ezúttal az ördög csábítja el, hogy a motorjával magával vigye. A dalhoz készült videóklipben is ez a történet elevenedik meg, miközben a zenekar a pokol peremén, lángoktól körbevéve zenél.
A kislemez többféle változatban került forgalomba Európában és az Egyesült Királyságban. Különböző számlistával és a videóklipből vett képeket felhasználó különböző borítókkal. A kislemez standard változatán a Roll Over Vic Vella című szám került a B-oldalra, ami a Roll Over Beethoven című 1956-os Chuck Berry-dal átdolgozása. A címben szereplő Vic Vella az Iron Maiden egyik színpadi segítője, roadja volt, aki a dal felvezetésében és végén is hallható, amint Steve Harrisszel beszélget. A 7"-es kislemez limitált kiadásán a B-oldalon a walesi Budgie rockegyüttes 1975-ös Bandolier című albumán megjelent I Can’t See My Feelings című dal feldolgozása szerepel. A 12"-es EP változaton a From Here to Eternity és a Roll Over Vic Vella mellett az 1990-es Iron Maiden nagylemez címadó dala, a No Prayer for the Dying koncertfelvétele hallható, amit a No Prayer on the Road turné 1990. december 17-i állomásán rögzítettek a Wembley Arenában, Londonban. A számlistát a Public Enema Number One c. dalnak szintén erről a koncertről származó felvételével bővítették ki az EP CD változatán.
A From Here to Eternity kislemez négy hétig szerepelt a brit slágerlistán, és legjobb pozíciója a 21. hely volt. A címadó dalt csak a Fear of the Dark album turnéján játszották, de a lemezbemutató turnét megörökítő mindkét 1993-ban kiadott koncertalbumon (A Real Live One, Live at Donington) szerepel.

## Számlista
7" standard és egyoldalas kislemez
1. From Here to Eternity (Triumph Mix) (Steve Harris) – 3:37
2. Roll Over Vic Vella (Chuck Berry) – 4:46

7" limitált picture disc kislemez
1. From Here to Eternity (Harris) – 3:37
2. I Can’t See My Feelings (Anthony Bourge, John Shelley; Budgie-feldolgozás) – 3:50

12" EP
1. From Here to Eternity (Triumph Mix) (Harris) – 3:37
2. Roll Over Vic Vella (Berry) – 4:46
3. No Prayer for the Dying (Live at Wembley Arena, 1990) (Harris) – 4:23

CD single
1. From Here to Eternity (Triumph Mix) (Harris) – 3:37
2. Roll Over Vic Vella (Berry) – 4:46
3. Public Enema Number One (Live at Wembley Arena, 1990) (Bruce Dickinson, Dave Murray) – 3:57
4. No Prayer for the Dying (Live at Wembley Arena, 1990) (Harris) – 4:23

## Közreműködők
- Bruce Dickinson – ének
- Dave Murray – gitár
- Janick Gers – gitár
- Steve Harris – basszusgitár
- Nicko McBrain – dobok